# Lorenzo Biasutti
Lorenzo Biasutti (Forgaria nel Friuli, 22 ottobre 1901 – Udine, 15 novembre 1995) è stato un politico italiano.

## Biografia
Esponente friulano della Democrazia Cristiana, venne eletto alla Camera dei Deputati nel 1948, nella I legislatura, venendo confermato consecutivamente fino alla IV, rimanendo in carica a Montecitorio fino al 1968.